# Hero and Heroine
Hero and Heroine è il settimo album degli Strawbs, pubblicato dalla A&M Records nell'aprile del 1974.Il disco fu registrato nel novembre del 1973 al Rosenberg Studios di Copenaghen (Danimarca).

## Tracce
Lato A
1. Autumn – 8:26 (a) John Hawken b) Dave Cousins c) Dave Cousins)
2. Sad Young Man – 4:07 (Rod Coombes)
3. Just Love – 3:40 (Dave Lambert)
4. Shine on Silver Sun – 2:46 (Dave Cousins)

Lato B
1. Hero and Heroine – 3:20 (Dave Cousins)
2. Midnight Sun – 3:12 (Charles Cronk, Dave Cousins)
3. Out in the Cold – 3:17 (Dave Cousins)
4. Round and Round – 4:44 (Dave Cousins)
5. Lay a Little Light on Me – 3:27 (Dave Cousins)
6. Hero's Theme – 2:27 (Dave Lambert)

Edizione CD del 2002, pubblicato dalla A&M Records
1. Autumn – 8:28 (John Hawken, Dave Cousins)
2. Sad Young Man – 4:08 (Rod Coombes)
3. Just Love – 3:40 (Dave Lambert)
4. Shine on Silver Sun – 2:46 (Dave Cousins)
5. Hero & Heroine – 3:29 (Dave Cousins)
6. Midnight Sun – 3:06 (Charles Cronk, Dave Cousins)
7. Out in the Cold – 3:18 (Dave Cousins)
8. Round and Round – 4:43 (Dave Cousins)
9. Lay a Little Light on Me – 3:27 (Dave Cousins)
10. Hero's Theme – 2:27 (Dave Lambert)
11. Still Small Voice – 2:27 (Dave Cousins)
12. Lay a Little Light on Me (Early Version) – 2:22 (Dave Cousins)

## Musicisti
- Dave Cousins - voce, chitarra acustica, chitarra elettrica
- Dave Lambert - voce, chitarra acustica, chitarra elettrica
- John Hawken - pianoforte, pianoforte elettrico, organo, mellotron, sintetizzatore
- Chas Cronk - basso, sintetizzatore, voce
- Rod Coombes - batteria, percussioni, voce